# Miramare (Rimini)
Miramare di Rimini o più semplicemente Miramare è la frazione più meridionale del comune di Rimini, posta al confine con quello di Riccione, da cui è divisa solo da un piccolo fiume chiamato Rio dell'Asse.
A ovest di Miramare è collocato l'Aeroporto internazionale Federico Fellini di Rimini.

## Storia
Il luogo dove oggi sorge Miramare era noto fin dall'età romana col nome di Terzo perché posto al terzo miglio della strada consolare Flaminia, partendo da Rimini. Sul ciglio della strada Flaminia, oggi semicoperta da due pini domestici, nei pressi dell'ex Ostello, è ancora visibile l'antica pietra miliare (ribattezzata nel linguaggio popolare "e stronz d'Urland").
L'afflusso dei forestieri a Rimini era iniziato attorno al 1830, in coincidenza con il diffondersi della pratica dei bagni marini, mentre a Riccione all'incirca nel 1880 aveva iniziato a prendere consistenza la sua futura vita turistica. Nel 1889 Sebastiano Amati affermò che Rimini e Riccione erano destinate a darsi la mano attraverso le dune marittime, formando un'unica stazione balneare: in questa zona iniziò, nel 1904-05, l'insediamento che diede vita al paese di Miramare.

## Luoghi turistici
Miramare è divisa in due parti dalla ferrovia (di cui ha anche una stazione servita principalmente nella stagione estiva). La parte a ovest della stazione è una zona quasi completamente residenziale mentre la parte est è prevalentemente una zona ricca di alberghi, negozi, ristoranti, bar e stabilimenti balneari.
La presenza numerosa di strutture alberghiere a 2 o 3 stelle fa sì che d'estate Miramare sia una meta molto visitata dai turisti, grazie soprattutto ai costi contenuti delle strutture.

## Infrastrutture e trasporti

### Ferrovie
La stazione di Rimini Miramare, posta lungo la ferrovia Bologna-Ancona, è servita da treni regionali effettuati da Trenitalia Tper nell'ambito del contratto di servizio stipulato con la Regione Emilia-Romagna.

### Mobilità urbana
Miramare di Rimini è servito dalla rete di trasporto pubblico su gomma esercita da Start Romagna mediante alcune autolinee e la filovia Rimini-Riccione, che nel 1939 aveva sostituito la preesistente tranvia extraurbana.